# 澤崎アケミ
澤崎 アケミ（さわざき あけみ、2月24日 - ）は、日本の女性声優、女優。大阪府出身。
かつてはオフィスCHK、ウィングウェーヴに所属していた。

## 人物
趣味は読書、料理、ダイエット。
特技は着物着付け、大阪弁、オセロ・松嶋尚美の物真似。

## 出演

### 吹き替え

#### 映画
- ウーマン・イン・ブラック2 死の天使（ジェネット）
- 裏切りの獣たち（ググ）
- ガンパウダー・ミルクシェイク（フローレンス〈ミシェル・ヨー〉[2]）
- クリード 炎の宿敵（イザベル）
- ザ・ギフト（ジョーン）
- ザ・ブック・オブ・ヘンリー（トミー）
- シエラ・バージェスはルーザー（カウンセラー）
- ズーランダー NO.2（ジェーン）
- 世界の果てまでヒャッハー!（エステル）
- 沈黙の粛清（ロドリゲス）
- ナンバー10（国防大臣）
- ハッピー・デス・デイ 2U
- バトル・オーシャン 海上決戦
- 真夜中のパリでヒャッハー!（エステル）
- ライジング・ホーク 猛軍襲来（ラーダ〈アリソン・ドゥーディ〉[3]）

#### ドラマ
- iゾンビ シーズン5（キャロル・バーバラ）
- イージー（エージェント）
- うわさのツインズ リブとマディ（ポーラ）
- NCIS: ニューオーリンズ シーズン2（ツアーガイド）
- クリミナル・マインド FBI行動分析課 シーズン9（ミシェル）
- クワンティコ/FBIアカデミーの真実（ローザ）
- ゴーティマー・ギボン〜ふしぎな日常〜（科学教師）
- コラテラル 真実の行方（ベルナ）
- ザ・ランチ（ニッチー）
- ストレイン 沈黙のエクリプス シーズン2（カーラ）
- THE BLACKLIST/ブラックリスト シーズン4（アレクサ）
- THE BLACKLIST/ブラックリスト シーズン5（タミー・リン）
- HEROES REBORN/ヒーローズ・リボーン（ジェリア）
- ブラックライトニング（文句女）
- ブルックリン・ナイン-ナイン シーズン4（ジョーダン）
- マスター・オブ・ゼロ シーズン2（ザカリアン医師）
- レバレッジ 〜詐欺師たちの流儀（アナウンサー）
- ワーキングママ（ヴァル〈サラ・マクヴィー〉）

#### アニメ
- ヴォルトロン シーズン3（国防長官）
- スーパーブック（カレブ）
- ボージャック・ホースマン シーズン5（セイディー母）
- マイリトルポニー〜トモダチは魔法〜（グラニースミス）
- LEGOスーパー・ヒーローズ:アクアマン（デックス・スター）

### ボイスオーバー
- 愛という名の凶器（ベティ・メッシーナ）
- アメ車カスタム専門 カウンティング・カーズ（エリザベス）
- The Grand Tour（空港PA）
- ナショナル ジオグラフィック
  - ビヨンド･マジック（グレーのジャケットの女）
  - メーデー!:航空機事故の真実と真相
  - 薬品に溺れたヒトラーの秘密（サラ・ベイリー）
- Picked Off（シェルビー）

### テレビ
- 行列のできる法律相談所
- B.C.ビューティー・コロシアム

### インターネットテレビ
- docomoBeeTV「密フェチ」

### CM
- 群馬県立女子大学
- ヤマハ ネットでレッスン（キララ）

### 舞台
- 【RELAX】番外公演「ハミングバードトラップ」（マリア・ジョーダン）
- ラビット番長「ギンノキオク」（秋山スミ）
- 演劇制作体V－NET
- 「回転〜第一部 真・二天一流」（さと）
- 「回転〜第二部 孜々として為すべきを為す」（吉田松陰）
- 「白魔来る〜ハクマキタル〜」（百合 他）